# 3938 Chapront
A 3938 Chapront (ideiglenes jelöléssel 1949 PL) a Naprendszer kisbolygóövében található aszteroida. Karl Wilhelm Reinmuth fedezte fel 1949. augusztus 2-án.